# 木斯镇
木斯乡，是中华人民共和国新疆维吾尔自治区伊犁哈萨克自治州尼勒克县下辖的一个乡镇级行政单位。

## 行政区划
木斯乡下辖以下地区：
木斯村、乌图村、洪阿德尔村、兴富村、托铁村、阿克吐别克村、阿克加尔村、农业村和阿克吾孜克村。